# Nýpslón
Nýpslón är en haff i fjorden Norðfjörður i regionen Austurland på Island. Dess yta är 5.5 km2.